# Shirokane
 (mars 2014).
Si vous disposez d'ouvrages ou d'articles de référence ou si vous connaissez des sites web de qualité traitant du thème abordé ici, merci de compléter l'article en donnant les références utiles à sa vérifiabilité et en les liant à la section « Notes et références ».
Shirokane (白金) est un quartier de Minato, Tokyo, au Japon. Il est découpé en six divisions appelées « chome ». Selon les autorités de Minato, au 1er novembre 2007, la population de ce quartier était de 14 840 personnes. Le code postal de Shirokane est 108-0072. Le terme « Shirokane » désigne stricto sensu les chôme allant de Shirokane 1-chōme à Shirokane 6-chōme. Mais ce terme est parfois utilisé pour désigner un espace plus grand désigné autrefois par l’appellation Shiba-Shirokane (芝白金), qui comprend les quartiers de Shirokanedai et de Takanawa en plus de Shirokane. Cet article traite de Shirokane dans sa définition stricto sensu.

## Général
Situé au sud de Minato, Tokyo, Shirokane touche les quartiers de Minami-Azabu, de Shirokanedai, de Takanawa et d'Ebisu. L'autoroute préfectorale numéro 305 (Ebisu-dori) divise les chôme impairs (1, 3, 5-chōme) des chôme pairs (2, 4, 6-chōme). Le long de la rivière Furukawa, on retrouve de nombreuses rues marchandes. Vers la colline plus au sud, on retrouve un espace résidentiel calme avec des appartements et des écoles telles que la Seishin Joshi Gakuin. L'ouverture récente de la station de métro Shirokane-Takanawa stimule le développement de ce quartier.
Le quartier comprend également de petites aires boisées possédées par des écoles et certaines entreprises. Couplées avec les aires boisées de l'Institut des Études naturelles et de l'Institut des Sciences médicales à Shirokanedai, ces espaces font de ces quartiers l'une des zones les plus vertes de Tokyo. Cette zone verte existait déjà au temps des grandes demeures des daimyos pendant l'époque Edo. Plus tard, des industriels établirent leurs résidences à cet endroit donnant naissance à ce quartier aisé de Tokyo.

## Origine du nom Shirokane
Pendant l'ère Ōei (1394–1428), un officiel qui s'installa dans ce quartier devint un homme riche. Son surnom était Shirokane Chōja (白金長者), qui signifie « celui qui possède de l'or blanc ».

## Lieux notables
- Université Meiji Gakuin

### Rues en pente du quartier
- Shokkō-zaka (蜀江坂?)
- Sanko-zaka (三光坂?)
- Meiji-zaka (明治坂?)

### Galerie

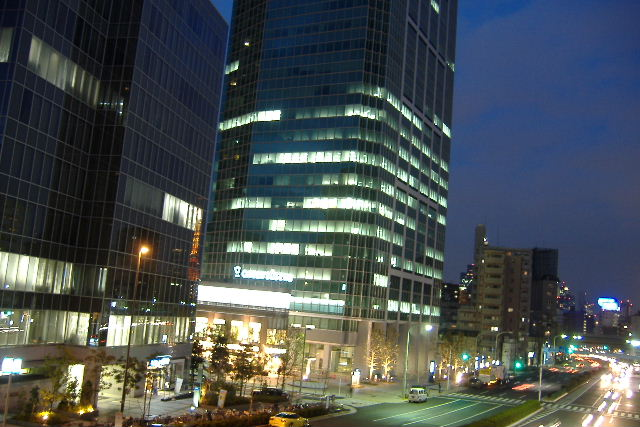
Isetan
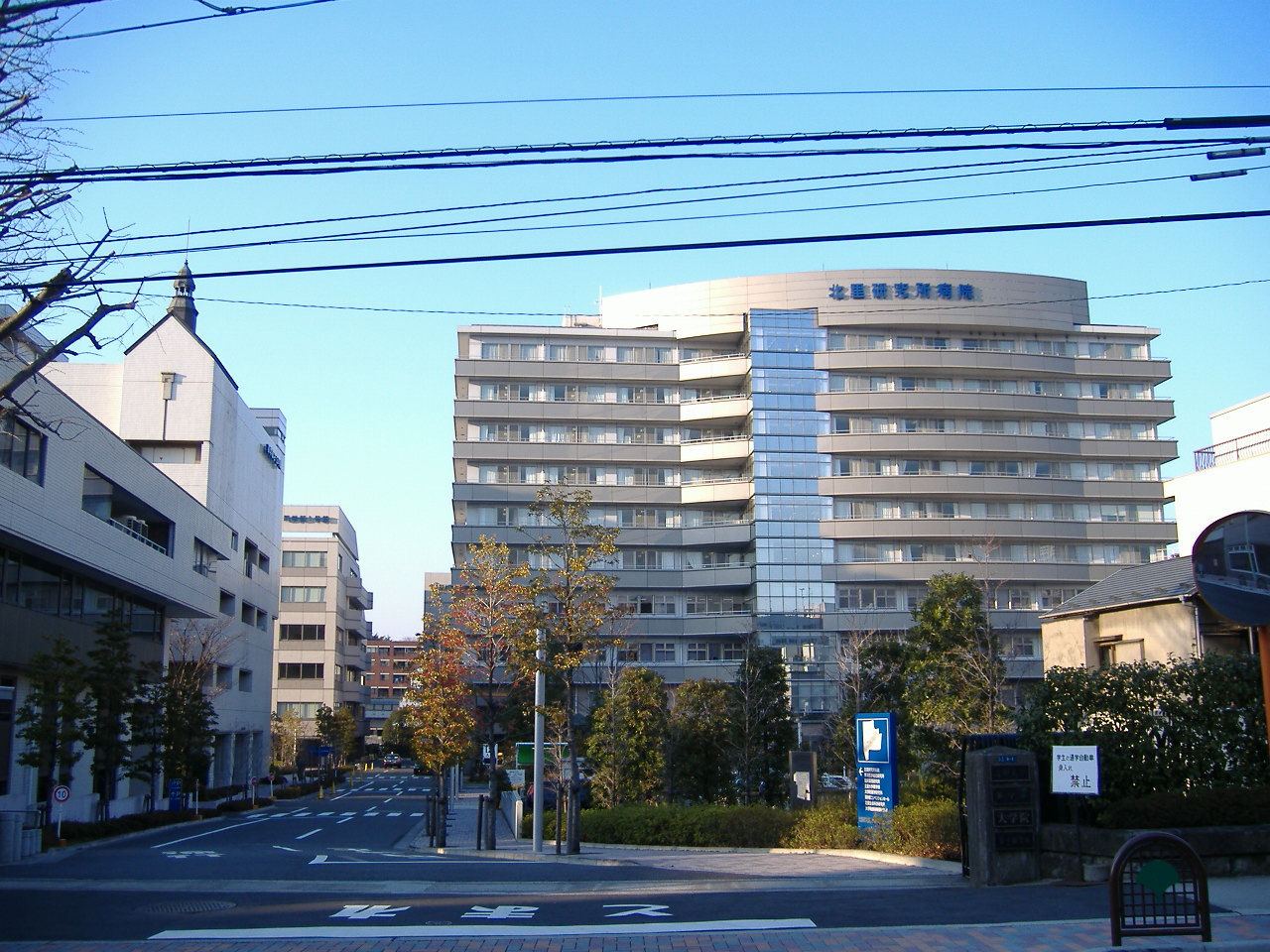
L'institut Kitazato
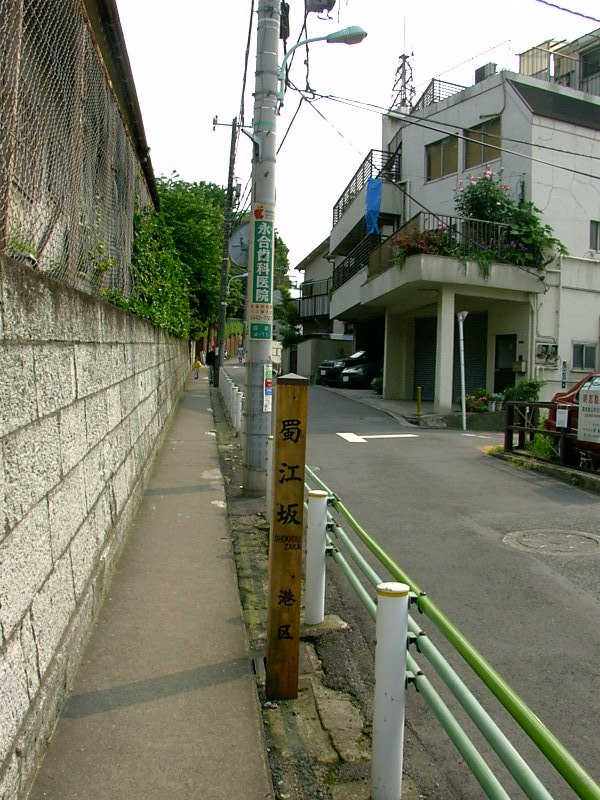
Shokkō-zaka
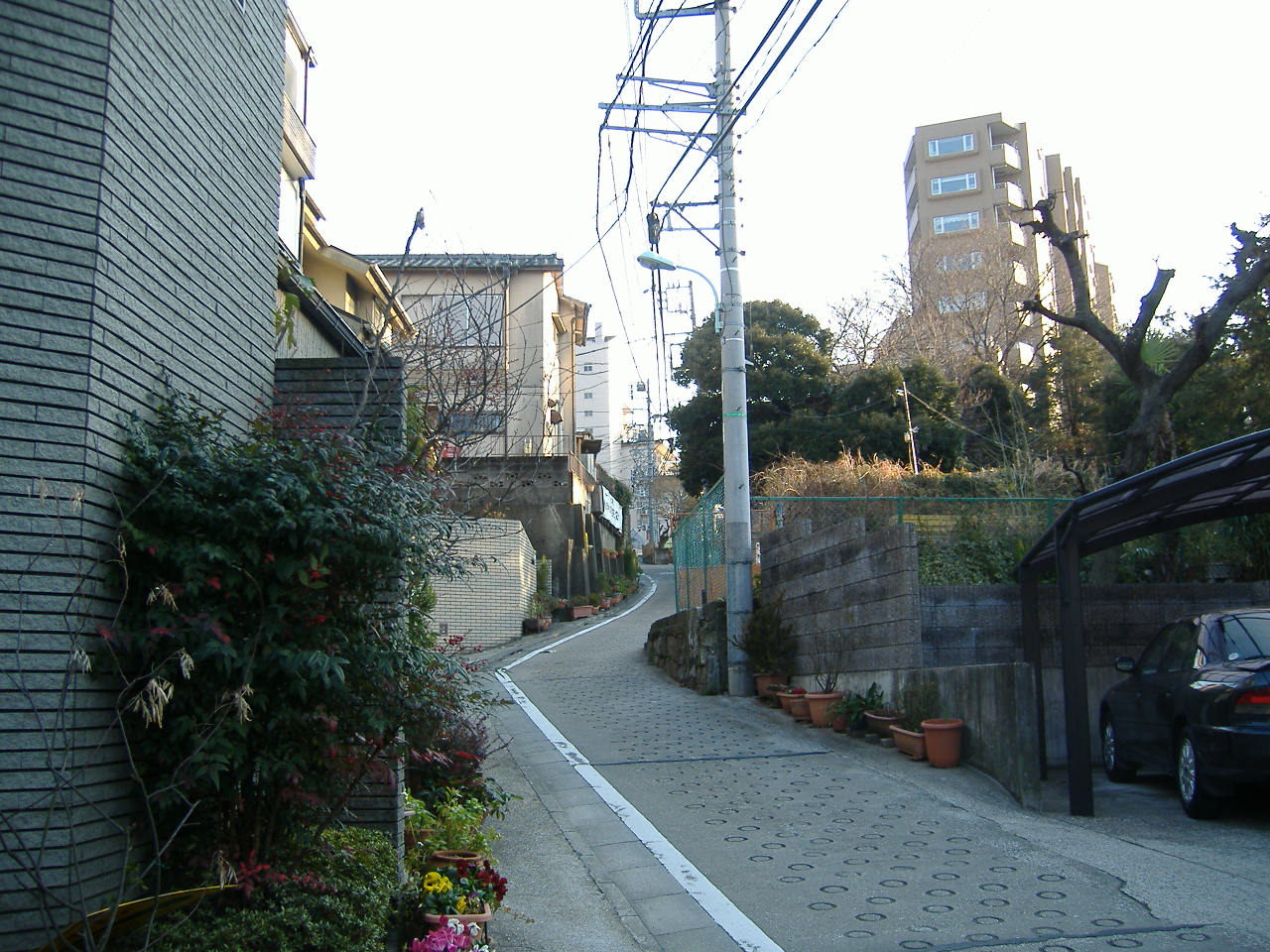
Meiji-zaka